# Camaldın
Camaldın è un comune dell'Azerbaigian situato nel distretto di Culfa.